# トーマス・ビウィック
トーマス・ビウィック (英：Thomas Bewick、1753年8月11日 - 1828年11月8日) はイングランドの版画家、著作家。
彼は木口木版の開発者として版画印刷に技術革新をもたらした。『英国の鳥類史』などの博物学の著書も書き、コハクチョウの学名（ラテン語：Cygnus columbianus bewickii, 英語：Bewick's swan）は彼にちなんで命名された。

## 概要
彼は1767年にニューカッスル・アポン・タインで彫金師として活動していたラルフ・ベイルビーに弟子入りした。ビウィックはやがてベイルビーの工房の共同経営者となり、10年後に彼から経営を引き継いだ。当時のビウィックの弟子にはジョン・アンダーソン、ルーカス・クレンネル、ウィリアム・ハーヴェイなどがいた。
彼はそのキャリアの初期からカトラリーの彫刻、広告用の木版画、児童書のイラストなどのさまざまな仕事を手がけた。徐々に著述と描画を自分で手がけた書物を出すようになり、子供向けに書かれた著書『四足動物の一般的な歴史』は、その素晴らしいイラストが大人の読者をも魅了するようになった。
ビウィックは博物学の著書『英国の鳥類史』で最もよく知られている。これは今日、主に木版画で、それも特にテールピース（テキストの章末に付される小さな挿画）として知られる、小さくて精確に描写されたユーモラスなビネットが賞賛されており、この本は近代のフィールド・ガイドの先駆とされている。また、彼は生涯を通じてイソップ寓話のイラストを数多く描いた。
彼は木材を使用した版画印刷の技術革新を普及させたと信じられている。彼は金工用の彫刻器具を用いて、硬いツゲ材の木口全面に彫り上げ、金属製の活字と組み合わせられる印刷ブロックを作成したが、これは従来の木版よりもはるかに耐久性に富んでいた。その結果、低いコストで高い品質のイラストを作成できるようになった。

## 生涯

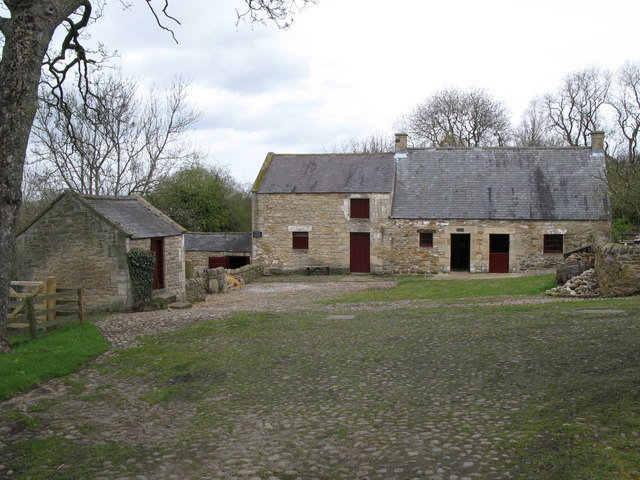
幼少期を過ごしたチェリーバーンの家

トーマス・ビウィックはニューカッスル・アポン・タインの近くに位置するミックリー・ノーサンバーランド村のチェリーバーンで、1753年8月10日または11日に生まれた。彼の誕生祝いは12日に行なわれることが多かったようである。
彼の両親は小作農家であった。父親のジョンはジェーンとの縁組の前にすでに結婚しており、8人きょうだいの長男であるトーマスが生まれたときは40歳代だった。ジョンはミックリー銀行から小さな炭鉱を借り請けており、そこではおそらく6名の男性が雇われていた。 ビウィックは近くのオーヴィンガムにある学校に通った。
ビウィックの学業はあまり捗らなかったが、ごく幼い頃から絵の才能を示していた。彼は芸術の指導を受けていなかった。14歳のとき、ニューカッスルの彫金師であるラルフ・ベイルビーに弟子入りし、そこで彼は木材や金属への彫刻、たとえばジュエリーやカトラリーに姓や紋章を彫る技術を習った。ベイルビーの工房では測量士のチャールズ・ハットンの測定に関する論文のための木版画を作成した。その後、彼は木版画に専念したようで、1775年には詩人のジョン・ゲイの著作 "Select Fables by the late" のために作成した挿画 '猟師と年老いた猟犬' がロイヤル・ソサエティ・オブ・アーツの木版画賞を受賞した。

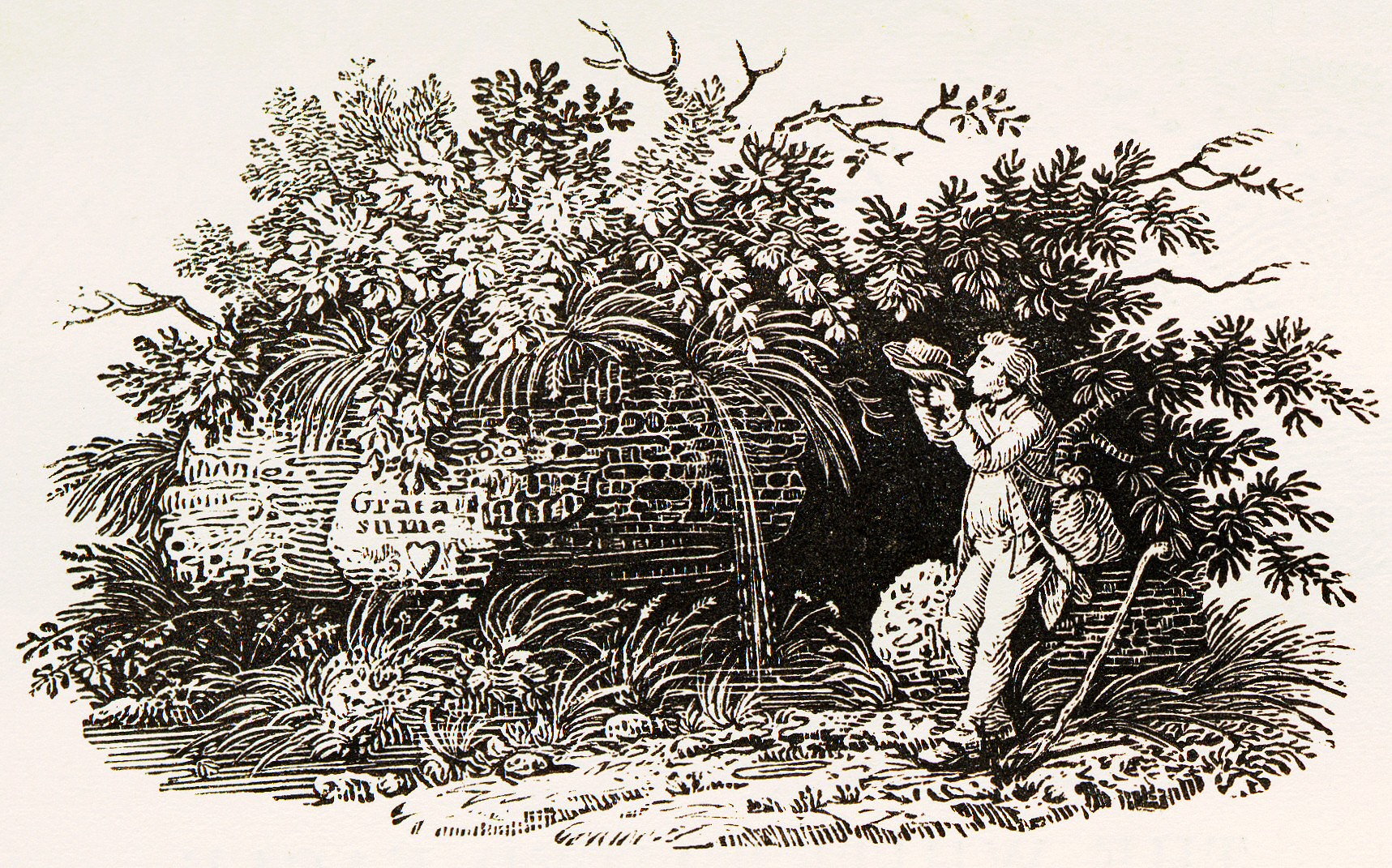
『英国の鳥類史』テールピース
水を飲む旅人はビウィック。

1776年にビウィックはベイルビーの工房の共同経営者となり、質の高い仕事と優れたサービスで定評のあるニューカッスルの主要な版画業者となった。彼は同年9月から8か月間ロンドンに滞在し、大都市の傲慢、欺瞞、酷薄な一面を目の当たりにして、格差社会の不条理に嫌気が差した。彼は急いで愛するニューカッスルに戻ったが、ロンドン滞在は彼に世間の幅広い評判とビジネス経験、そして芸術の新しい潮流を意識付けることとなった。
1786年、経済的に安定してきたころに、彼はオーヴィンガムの幼友達だったイザベラ・エリオットと結婚した。2人はロバート、ジェーン、イザベラ、エリザベスの4人の子供をもうけた。トーマスの死後、子供たちは父親の回想録に取り組み、ニューカッスルの画家であるトーマス・ソード・グッドは彼を評して「6フィート近くあるアスレチック型の男」とした。彼には大きな勇気があり、個人的な辱めへの報復にためらうことはなかった。ある日、チェリーバーンから戻ったときに2人の男から暴行を受けたが、断固として屈することなく、彼曰く「双方に対してきちんと返礼をした」。
ビウィックは強い道徳心を持っていることで知られ、動物の公正な扱いのための運動家の先駆けであった。彼はウマのテールドッキング（断尾）、クマなどへの虐待、イヌへの残虐行為に反対した。とくに戦争は全く無意味だと考えた。これらのテーマはすべて彼の版画で繰り返し表現されており、ウィリアム・ホガースの絵画作品に見られる道徳的なテーマを反映している。たとえば、彼が描くところの戦争から帰還した木の義足姿の負傷した兵士や、絞首台を背景とした動物などに示されている。
ビウィックには少なくとも30名の弟子がおり、彼とベイルビーの見習いとして働いていたが、最初の生徒は弟のジョンであった。特筆すべき人物には、ジョン・アンダーソン、ルーク・クレンネル、チャールトン・ネスビット、ウィリアム・ハーヴェイ、ロバート・ジョンソン、そして彼の息子であり、のちに仕事のパートナーとなるロバート・エリオット・ビウィックなどがいた。
ロバート・ビウィックは1790年に著書『四足動物の一般的な歴史』を出版した。これは子供向けの内容だったが、大人の読者層にも受け入れられ、彼が博物学のよりシリアスな作品を検討するきっかけとなった。ビウィックは新しい著作『英国の鳥類史』の第1巻 "Land Birds"（陸地の鳥）の版画ブロックの作成に数年を費やした。そのため、彼はノーサンバーランドの鳥類に関する知識を得たが、イラストに注力するためにベイルビーにテキストを組み立てる仕事を与えた。しかし、ビウィックはほとんどのテキストを自分で書くこととなり、著作権をめぐる論争に発展した。ビウィックはベイルビーを著者とすることを拒否し、最終的にはビウィックの名前だけがタイトルページに記載され、序文の最後に説明文が記載された。
このビウィックとベイルビーによる作品は1797年に出版されるや、すぐに成功を収めた。それに先立つ1795年にはビウィックは英国王と女王の性格研究に関するアンソロジーを出版した。
「陸地の鳥」の成功を受けて、ビウィックはすぐに第2巻 "Water Birds"（水鳥）の制作を開始したが、双方の意見の不一致により、最終的にベイルビーとの関係は決裂した。ビウィックは自分の感情をコントロールして問題を静かに解決することができず、パートナーシップは混乱し、多額の費用がかかった末に、ビウィックの工房を残して2人の関係は終わりを告げた。ビウィックは弁護士費用と工房設備のベイルビーの取り分として21ポンド（2011年時点で20,000ポンド以上）を支払わなければならなくなった。

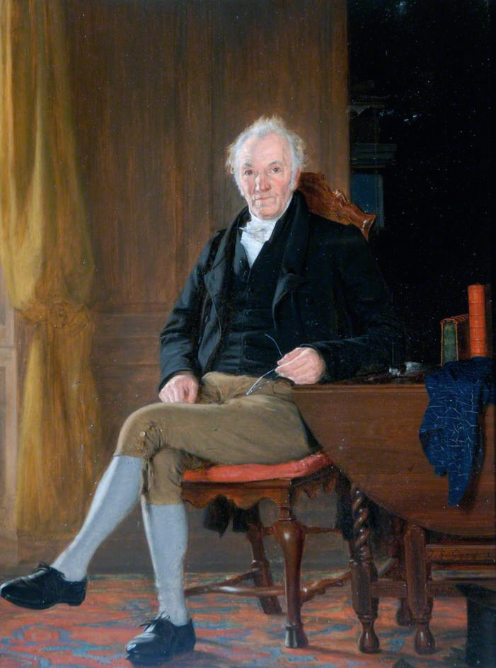
トーマス・ビウィックの肖像
(T・S・グッド画、1827年)

1804年、彼の見習いの助力を得て制作された、第2巻「水鳥」が彼単独の名義で出版された。彼は印刷設備管理が継続困難であることに気づいたが、この本は第1巻と同等の成功を収めた。
1827年4月、アメリカのナチュラリストで鳥類の画家であったジョン・ジェームズ・オーデュボンは彼の大判の著書「アメリカの鳥類」を印刷する機械を探すためにイギリスを訪れた。当時74歳のビウィックは元気で、自分が取組んでいた、暗闇の中で悪魔のように見える木の切り株を恐れるイヌの木版画を見せ、オーデュポンの子供たちのために、自著の『四足動物の一般的な歴史』の複製を渡した。
ビウィックはノーサンバーランドの音楽が好きだった。とくにバグパイプの一種であるノーサンブリアン・スモールパイプを好み、この楽器の演奏家で作曲家のジョン・ピーコックを支援し、楽譜の扉絵の版画を作成したほか、演奏家の育成を助成した。ビウィックの息子のロバート・ビウィックもピーコックの生徒の1人で、現存する楽譜には1820年代当時の演奏家のレパートリーが示されている。
ビウィックの最後の木版画 'Waiting for Death'（死を待つ）は、彼が見習い時代に観たり写生した木の切り株に見捨てられた年老いた馬車馬である。この作品はウィリアム・ホガースの最後の作品 'The Bathos' を反映しており、倒れた芸術家を壊れたコラムで表している。彼は1828年11月8日に数日間病に臥した後に世を去った。彼はオーヴィンガム教会の庭に、2年前に亡くなった妻の隣に埋葬された。彼の両親と兄弟のジョンもそこからそう遠くない場所に埋葬されている。

## 業績

### テクニック
ビウィックの芸術は、現在「木口木版」と呼ばれている技法の頂点と見なされている。 これは2つの点でそれまでの木版画とは異なり、硬いツゲ材の横断面を印版とし、普段彫金師が使う繊細な道具を用いた。

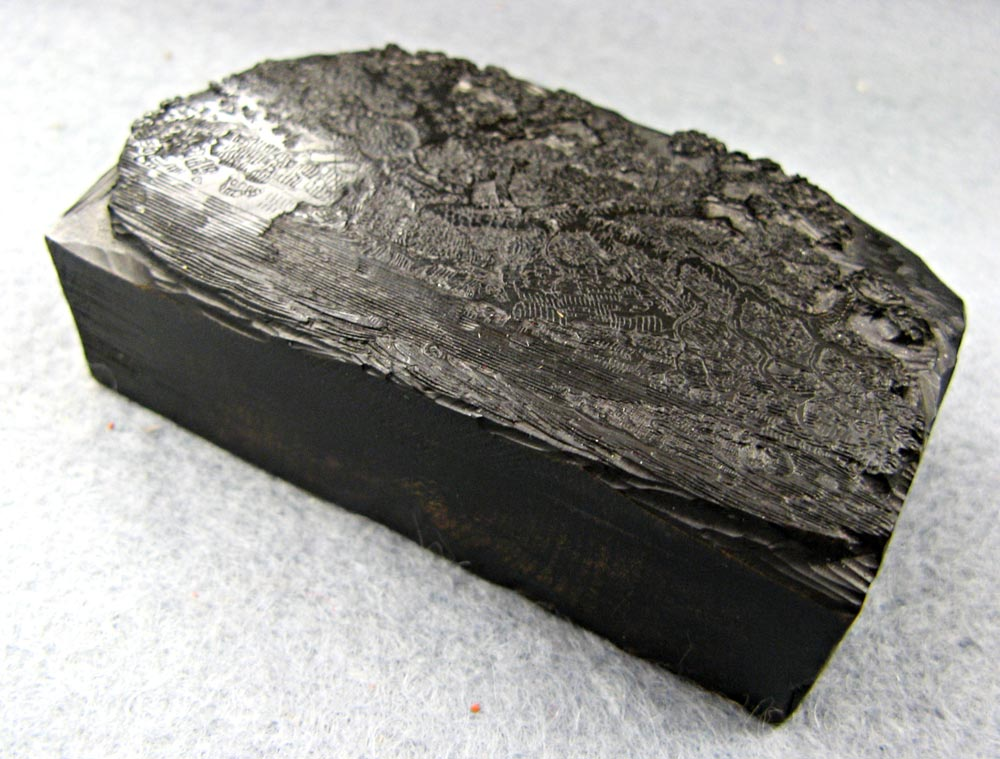
ビウィック作成の印版ブロック

輪切りにされたツゲの木は、細かい彫刻を施すのに充分な硬さがあり、通常の木版画よりも繊細な画像が得られる。これはビウィックの時代から主流とされてきた技法だった。しかも、木版の表面にインクが塗られているために、画像を印刷するのに低圧力で済み、ブロックは何千枚もの印刷に耐え、重要なことに通常の印刷用の金属活字のページに一度で組み込むことができる。対照的に、銅版印刷は彫られた溝の中にインクが入れられ、印刷前に表面のインクが拭き取られるためにはるかに高い圧力が必要で、画像もテキストとは別に印刷しなくてはならず、はるかに多額の費用がかかる。
ビウィックは、自然界に対する綿密な観察、驚くべき視覚的記憶、優れた視力を利用して、木版画に精確で非常に細かいディテールを作成したが、これは一長一短であることも証明された。適切に印刷されたものを仔細に検討すると、彼の作成した印刷物にはユーモアと感情が込められていることがわかる。これは彫る溝の深さを注意深く変化させて、白と黒だけではなく灰色も使い、マークのパターンを変化させて質感を表現することによって実現した。
しかし、この繊細な彫刻は、彼の印刷機に深刻な技術的問題をもたらした。彼を満足させる結果を得るには、ブロックに適切な量のインクを塗り、それが精確に適切な厚さになるよう調合し、ブロックをゆっくりと慎重に紙に捺し付ける必要があった。当然のことながら、これによって印刷作業が遅くなり費用がかかった。それはビウィックの読者にとっても問題を引き起こした。彼らがビウィックほどの視力を持たない場合、彼らはビウィックの版画、特にミニチュアのテールピースを見るために拡大鏡を必要とした。しかし、それは一時的なものに過ぎず、木版画は1世紀もの間、本を制作するための主な手法となった。ビウィックの版画のクオリティは、彼が予想していたよりも幅広い読者層を魅了した。「寓話」と「四足動物」も、はじめは子供のために描かれたものだった。
ビウィックは共同で工房を運営し、生徒の技術を磨いた。そのため、ジョン・レイナー（John Rayner）が指摘したように、彼はすべてのイラスト作成の作業を行なったわけではなかったが、常に密接に関与していた。
一部のブロックは一方の兄弟によって描かれ、もう一方の兄弟によって彫られ、大まかな作業は生徒によって行われます。生徒は、ルネサンスの画学校と同じ原則に基づいて適性を示し、デザインを描いて仕上げます。そして私たちは全ての場合において、版画が最初から最後までトーマス・ビウィックの作品であることを確認することはできませんが、彼はほぼすべての人に対して大きな影響力を持っており、確かにそれらのすべてに対して最後の言葉を持っていました。

### 主な仕事

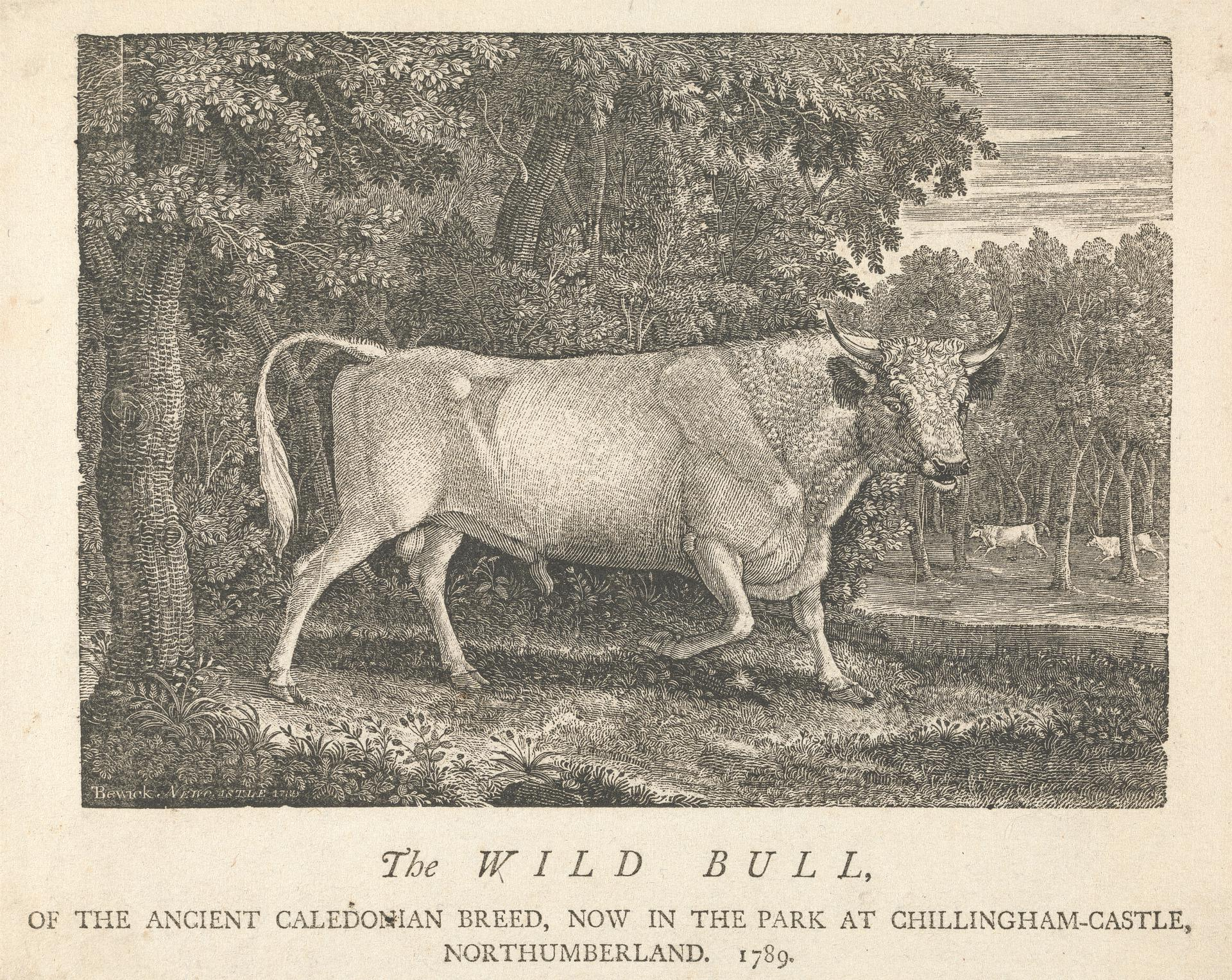
チリンガム・ブル (1789年)
(7 1/4インチ×9 3/4インチ)

彼の名を高からしめた木版技術を使用した作品にはオリヴァー・ゴールドスミスの "Traveller" と "砂漠の村"、詩人のトーマス・パーネルの "Hermit"、ウィリアム・サムヴィルの "Chase" がある。しかし、ビウィックの作品の中で最もよく知られているものとして、ビウィック協会は 'The Chillingham Bull' を挙げている。これはノース・ライディング・ヨークシャーのワイクリフに不動産を所有していたイングランドの鳥類学者、マーマデューク・タンストールの依頼で作成された、古代カレドニア種のオスウシの大判版画である。

#### テールピース
ビウィックの名物であるテールピース（章末の小さな挿画）は、『英国の鳥類史』の種の記事の終わりにあるような余白を埋めるために選ばれた小さな版画であり、各種の鳥の解説は新しいページから始まる。画像には生命力と動きがあり、多くの場合道徳的で、ときにユーモアがあり、常に共感にあふれ精確に観察されたものである。そのため画像には物語性があり、記事の最後に置かれている。たとえば「ハイタカ」の章末にある暴走するカートの絵は5センチ高の余白を埋めているとヒュー・ディクソンは語った。

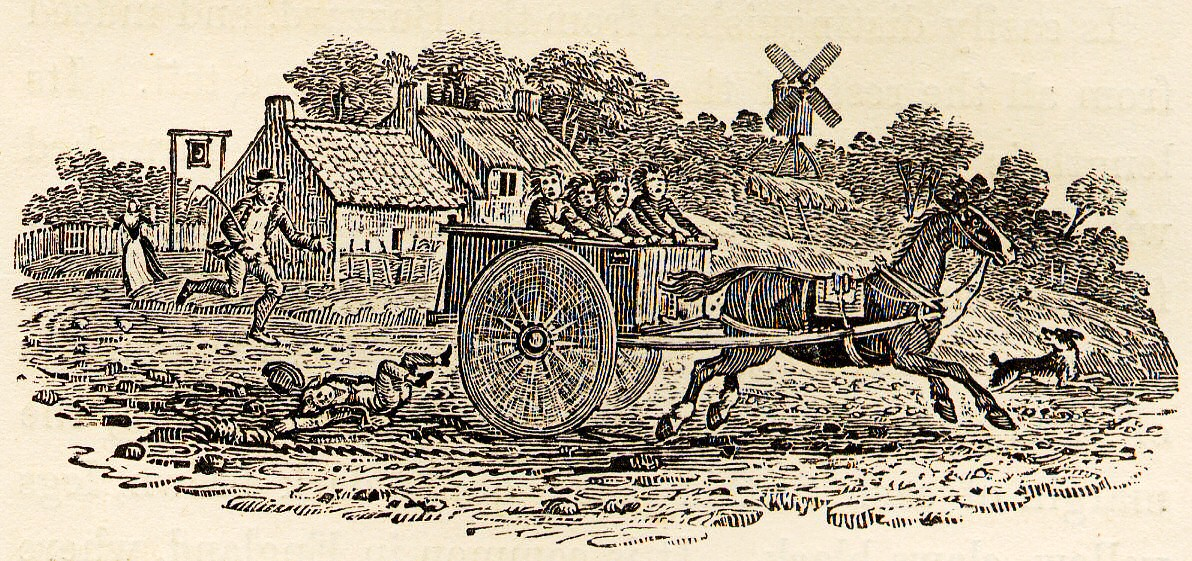
暴走カート (幅8cm、1797年)

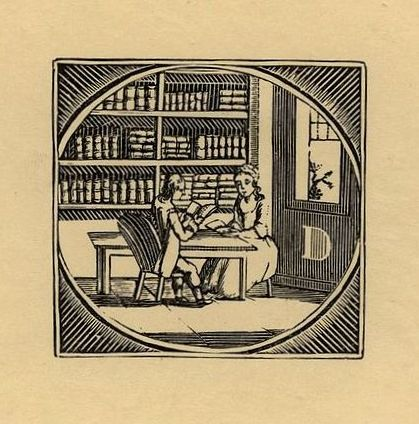
Dの項目の蔵書票

暴走するカートは躍動と危険の素晴らしい混合物です。男の子たちはカートで遊んでいて、馬はボルトで固定されています。おそらく犬吠えが原因でした。車輪の描写（当時の並外れた表現）は、カートがスピードを上げたことを示しています。1人の少年はすでに倒れていて、おそらく自分を傷つけています。他の人たちは恐れをなして叫び続けます。なぜそれが起こったのですか？タンカードを手にした御者が旅館から走り出てきます。彼は綺麗な女の子に気を取られたのですか？そして、旅館の看板が絞首台のように見えるのは偶然でしょうか？

#### 蔵書票
ベイルビーとビウィック、そして彼の息子たちの工房では、レターヘッドの文具、ショップの広告カードやその他のビジネス資料など、多くの一時資料が作成された。これらの作品の中でも蔵書票は最も多く生き残ったものである。ビウィックが作成した蔵書票は、本の所有者の名前またはイニシャルを含む版画から作られたものだった。

#### イソップ寓話

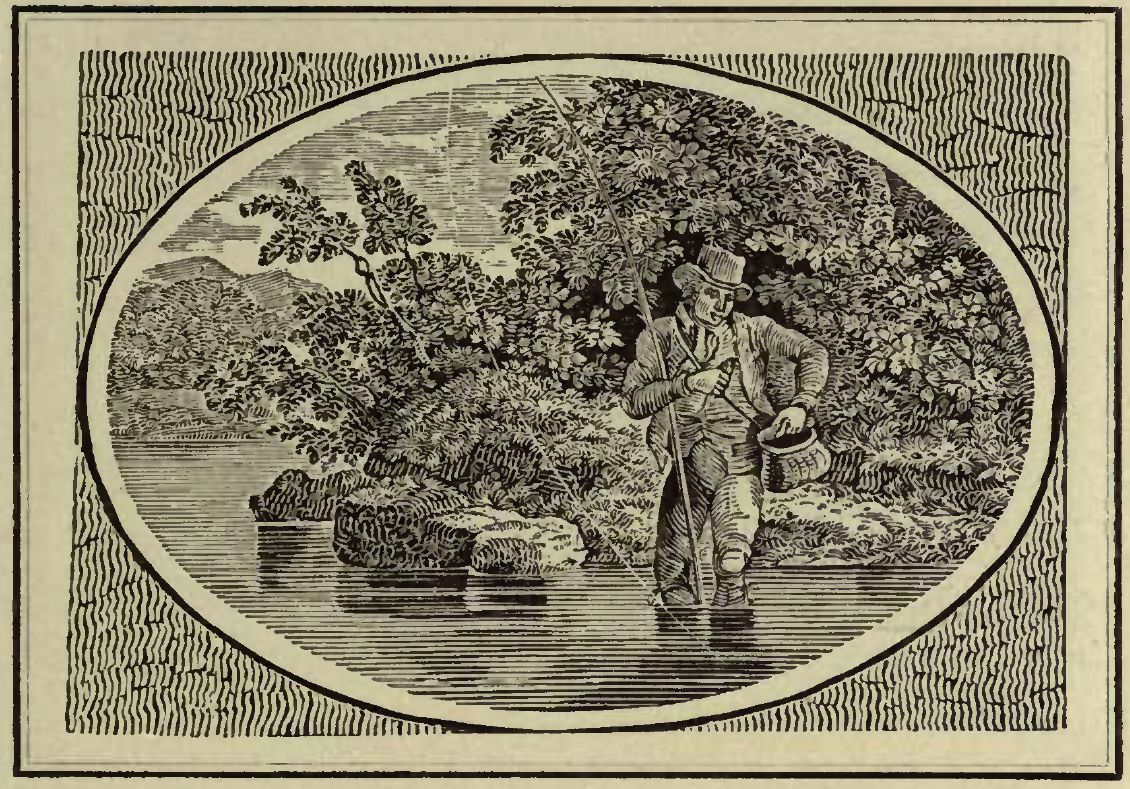
イソップ寓話「釣り人と小さい魚」

ビウィックが描いた「イソップ寓話」の仕事は、彼の創造的な人生のほぼ全体に及んでいる。最初のものは、ニューカッスルの書店である、トーマス・セイント（Thomas Saint）の見習い時代に作成されたもので、出版社、ロバート・ドズリーから1776年に出版された選集である。ビウィックは弟のジョンと協働して、1776年版の版画を援用しつつ、同じ出版社から1784年に出された3巻本にも寄稿した。
ビウィックは寓話の第3版の制作を続けた。1812年に重い病気からの恢復を待ちつつ、彼は長年の宿願だったイソップ寓話の大規模な3巻本に注力し、それは最終的に "The Fables of Aesop and Others" として1818年に出版された。作品は三部に分かれており、第一部は前に短い散文の道徳句が付いたドズリーの幾つかの寓話、第二部は「反射のある寓話」で、物語のあとに散文と詩による反射的な文が続き、その後、長い散文による反射が続く。第三部は「韻文の寓話」で、作者不明の詩と他の情報源からの寓話が含まれている。版画ははじめにビウィックによって木に描かれ、彼の生徒たちによって綿密な監督のもとで彫られ、必要に応じてビウィックが手を加えた。これは、ビウィックが開発した "ホワイト・ライン" という技法を使用している。これは白い線を切り取る、暗から明を作り出す技法である。

#### 四足動物の一般的な歴史
『四足動物の一般的な歴史』（A General History of Quadrupeds）は1790年に出版された。本書はジャッカル（Adive）からゾリラ（Zorilla）までの260匹の哺乳類を扱っている。特にいくつかの家畜については詳述されており、最初の記事はウマについてのものである。ベイルビーとビウィックは、動物の取捨選択に苦心した。彼らは動物を体系的に配置することを望んでいたが、カール・フォン・リンネ、ジョルジュ＝ルイ・ルクレール・ド・ビュフォン、ジョン・レイなどのライバルによる情報と相矛盾することが判明し、特にリンネの分類体系とはほぼ全面的に異なっていることが分かった。そのため、彼は「この王国の強さ、富、そして幸福に大きく貢献する」ために有用な動物を最優先することにした。
本書の情報は不確定だったが、それはビウィックが参照した情報源によるものだった。英国の動物に関する彼自身の知識と、利用可能な情報源として、農学者のジョージ・カリーが1786年に著した "Observations on Livestock"（家畜の観察）と、古いジョン・カイアス（John Caius）の1576年の著書 "On English Dogs" の情報が組み合わされた。ビウィックは1772年から1776年にかけての、ジェームズ・クックの遠征で喜望峰を訪れたスウェーデンのナチュラリスト、アンダース・スパーマン（Anders Sparrman）の解説と、ケープ州の動物に関する情報を使わなければならなかった。それはとても混乱を伴うものだったが、すぐに英国民から熱狂的に迎え入れられた。読者は活き活きとした木版画、シンプルで精確な説明、そしてあらゆる種類のエキゾチックな動物と、執筆者の知識の組み合わせを好んだ。

#### 英国の鳥類史

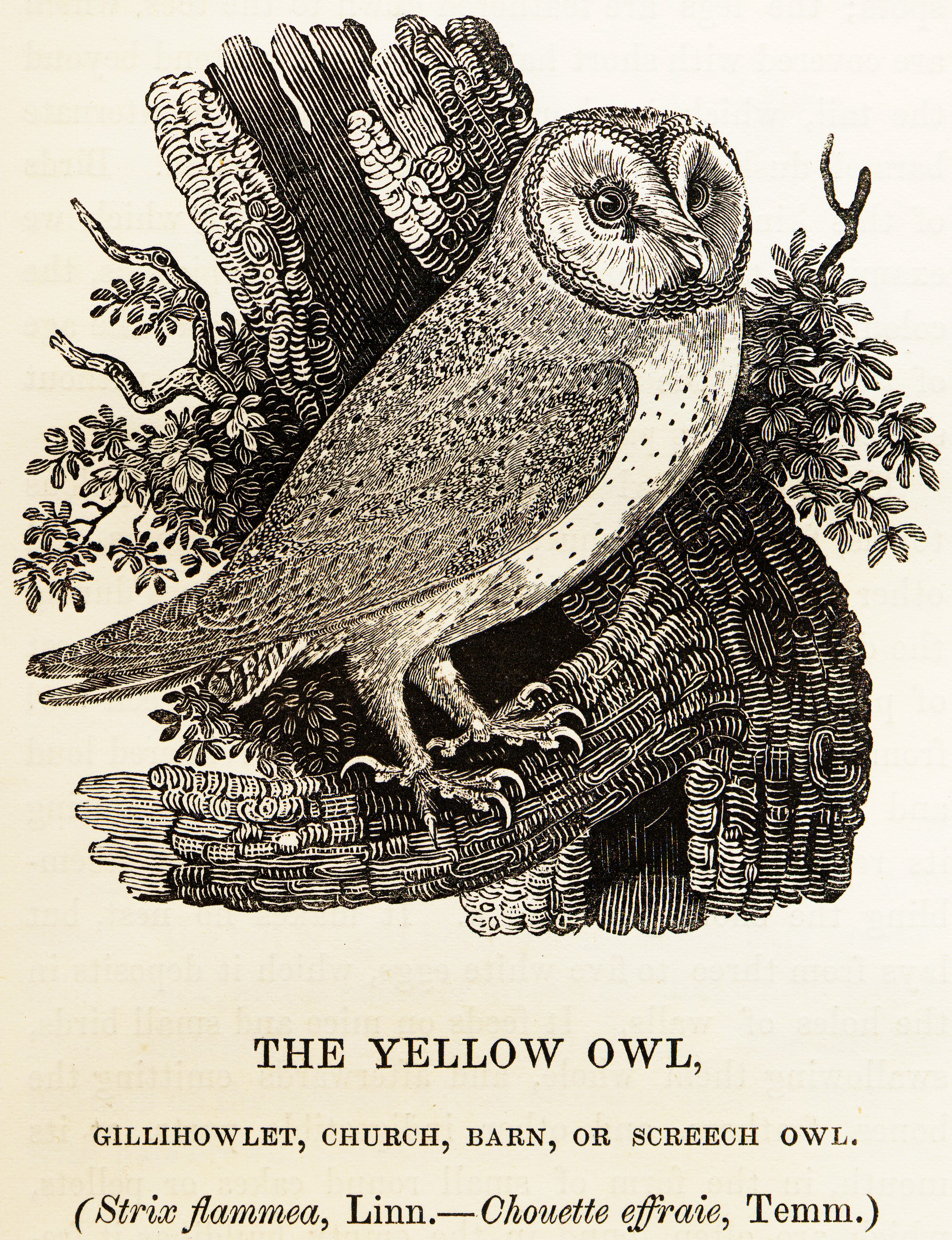
『英国の鳥類史』よりメンフクロウ

『英国の鳥類史』（A History of British Birds）は、ビウィックの偉大な業績と彼の名前が不可分に関連付けられた1797年の "History and Description of Land Birds"（陸鳥の歴史と解説）と、1804年の "History and Description of Water Birds"（水鳥の歴史と解説）の2冊で出版され、1821年に補巻として "The Birds" が刊行された。"The Birds" は英国の鳥に限定されているが、今日のフィールド・ガイドの先駆とされている。ビウィックは頻繁に訪れた国で得られた動物の習性についての知識に加え、 彼の知人やジェントリなどからの情報、トーマス・ペナントやギルバート・ホワイト、さらにジョルジュ＝ルイ・ルクレール・ド・ビュフォンの「博物誌」の英訳本も参照している。
他の本や装飾のために最も多く使用されているイラストは、その多くがビウィックがオリジナルのページ下部に配置した小さなテールピースである。描かれた世界はたいへん小さいため、詳細を調べるには拡大鏡が必要である。エイドリアン・シール（Adrian Searle ）は「小さく、しばしば漫画を思わせる」と書き、これらの小さな画像は「大きな喜びを与え」、「ビウィックは彼が身の周りで観たものに厳格で忠実であったことと同じくらい、彼が注意深く観察したものと同じくらい独創的である」とした。
ビウィックの伝記作家であるジェリー・アグロウは次のように書いた。
ビウィックは、精確にどの線が必要か、そして何よりも、心の中のイメージと木の上の手との間に分析や反射のための一時停止がなかったかのように、どこで筆を置くかについて完璧な感覚を持っていたようです。後の世代の版画家に畏敬の念を抱かせたこの技術は、生来の才能、天才の je-ne-sais-quoi（形容しがたいもの）として説明することができます。しかし、それはまた、子供の頃に絵を描くという絶え間ない習慣、見習いとしての技術の骨の折れる学習から来ました...
ビウィックはときどき署名に自分の指紋を使用した。 それは "Thomas Bewick his mark" という一文とともに捺され、それはコテージの素朴な場面をミスしたかようにテールピースに記された。ジェリー・アグロウは、これはビウィックがふざけて汚れた窓から場面を見ていることを意味するだけでなく、制作者のビウィック個人への注意も促しているとした批評家の意見を指摘している。 エイドリアン・シールはガーディアンに、「これはローレンス・スターンがトリストラム・シャンディに書いた権威あるジョークに相当する視覚的な作品で、素晴らしく時代を超越した魔法のジョークである。」と書いた。

## 献辞と肖像

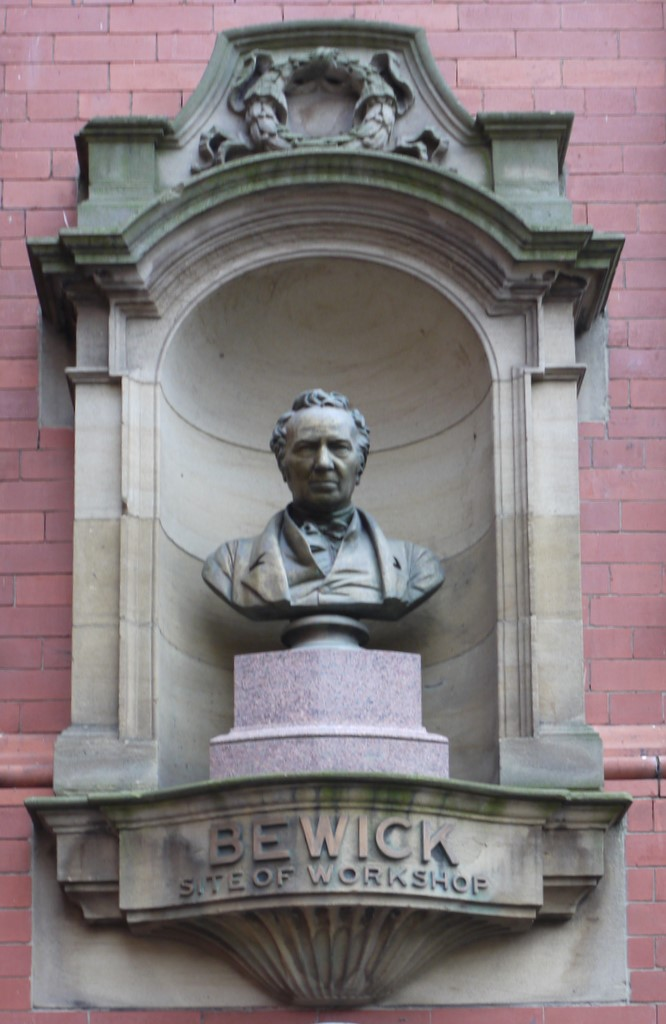
E・H・ベイリー作の胸像
(聖ニコラス教会庭の工房跡)

詩的な献辞はビウィックの生前から与えられていた。ウィリアム・ワーズワースは1798年作の詩 "The Two Thieves"（二人の泥棒）の書き出しを「ビウィックの天才が私のものとなった今」とし、その場合、「彼は書くことをやめるだろう」と宣言した。
1823年、ビウィックの友人である牧師、ジョン・フリーマン・ミルワード・ドヴァストンは、彼にライン入りのソネットを捧げた。

Xylographer I name thee, Bewick, taught

By thy wood-Art, that from rock, flood, and tree

Home to our hearths, all lively, light and free

In suited scene each living thing has brought

As life elastic, animate with thought.

（木口版画家、私はあなたに名前を付けます。ビウィック、あなたの木によって教えられました。岩、洪水、そして木から私たちの炉辺まで、すべて活気があり、軽く、そして自由です。）
ビウィックの死から4年後、彼の崇拝者である16歳のシャーロット・ブロンテは、本をめくりながら遭遇するさまざまな場面を説明する "Lines on
the celebrated Bewick"（有名なビウィックの線）と題する20の四行連を書いた。
その後、詩人のアルフレッド・テニスンは、レイヴンスクロフト卿（Lord Ravenscroft）の図書室でビウィックの『英国の鳥類史』の複製を見つけ、本の見返しにこう記した。

A gate and field half ploughed,

A solitary cow,

A child with a broken slate,

And a titmarsh in the bough.

But where, alack,is Bewick

To tell the meaning now?

（門と半分耕された畑、孤独なウシ、壊れたスレートを持つ子供、そして枝のシジュウカラ。しかしどこに、怠け者はビウィックです。今意味を伝えるのは？）
各々独自の方法で、ビウィックの作品が単なるイラスト以上のものであるという点を指摘している。その活気と真実の体験は読者の想像力に訴え、テキストを超えた個々の反応を呼び起こす。
英国人名事典の彼の項の末尾に記されているように、ビウィックの肖像画はニューカッスルの画家、ジョージ・グレイ（George Gray、1758–1819）によるものから始まり、1780年頃からビウィックの家族が長い間所有していた絵画が数多く存在し、それらは現在レイン・アート・ギャラリーに収蔵されている。それらのいくつかはジェイムズ・ラムゼイによるもので、その中にはニューカッスル・アポン・タイン文学哲学協会所蔵のものも含まれており、中年期のものがノーサンブリア自然史協会に、老年期のものがナショナル・ポートレート・ギャラリーにそれぞれ収蔵されている。
ビウィックはラムゼイの絵画 '失われた子供'（The Lost Child、1823年）の画面の左側の人物の中にも登場しており、ニューカッスル大聖堂に続く通りでラムゼイと彼の妻の隣に立っている。ジョン・ヘンリー・フレデリック・ベーコンは1852年の彼の版画に小さなビウィックを登場させた。ここでは背景を都市から田舎に移している。他には、1814年にウィリアム・ニコルソンによって描かれた、ビウィックが鉛筆を手にして、イヌを椅子の横において座っている肖像画があり、これは彼の出身地にある。
ビウィックの大理石の胸像は1825年に作者のエドワード・ホッジス・ベイリーから文学哲学協会に寄託された。同協会には他にもいくつかのコピーがある。ジェリー・アグロウによれば、彼はスケッチされるときにトガを着た姿で描かれることを断固として拒否したという。代わりに彼は普通のコートとベスト、ネッククロスとフリルのシャツを着用し、天然痘の痕をいくつか見せるように頼んだ。この彫刻のブロンズ製のコピーは2点あり、ひとつは聖ニコラス教会墓地にある彼の工房跡、もうひとつは大英博物館に収蔵されている。 また、ノーサンバーランド通り45番には彼の全身像の彫刻がある。

## 遺産

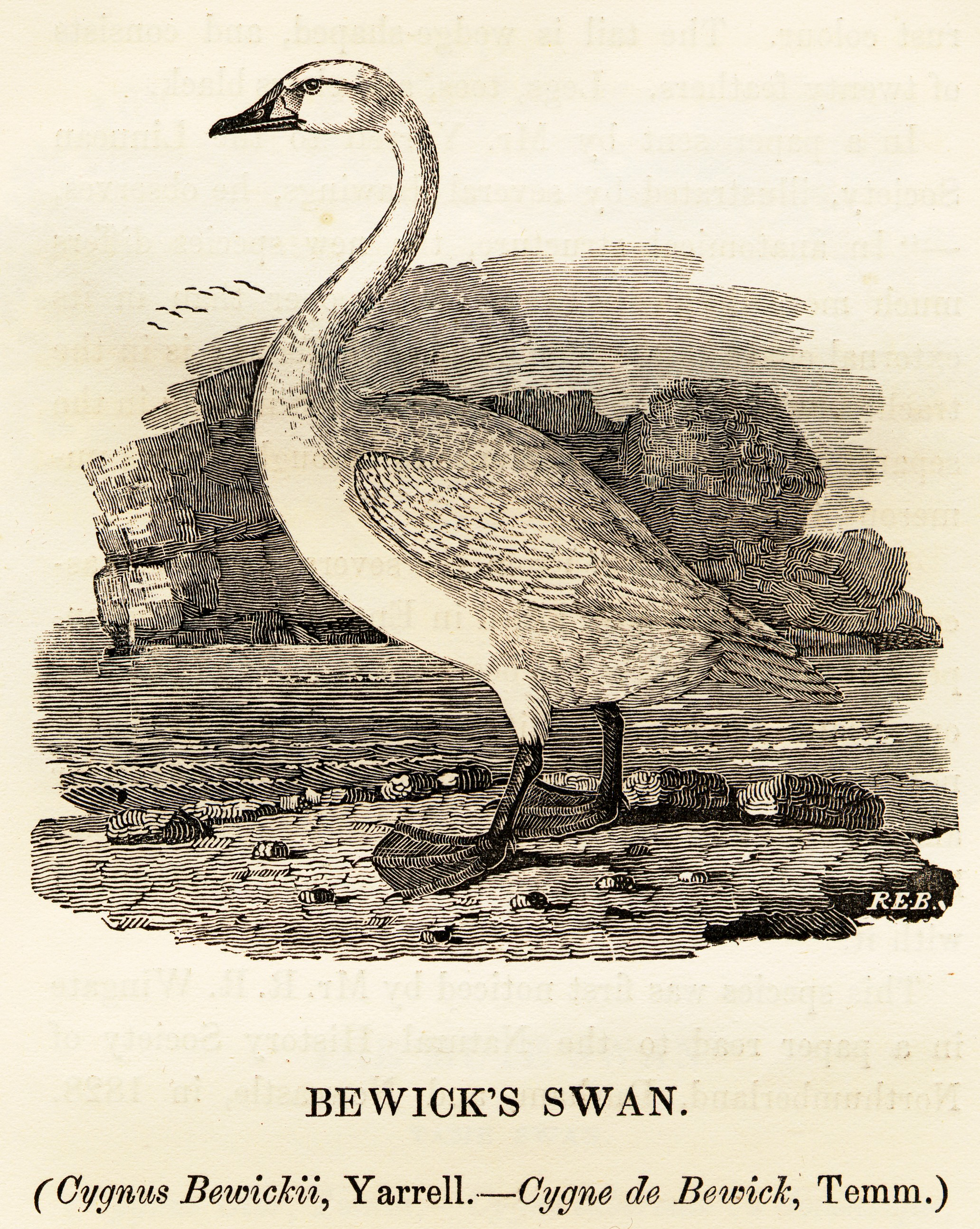
「ビウィックのハクチョウ」
ロバート・ビウィック画

ビウィックの名声は、すでに彼の「鳥」によって19世紀に英国全土に広まった。1830年、動物学者のウィリアム・ヤレルは、彼に敬意を表してコハクチョウの学名を "Bewick's swan" と名付け、ビウィックの息子のロバートは、『英国の鳥類史』の後の版のためにこの鳥の版画を作成した。"ビウィックのレン"（ミソサザイ）も彼にちなんで命名された。
美術評論家のジョン・ラスキンは、彼の絵の繊細さについて、ハンス・ホルバインやジョゼフ・マロード・ウィリアム・ターナー、パオロ・ヴェロネーゼを引き合いに出し、彼が鳥の羽を刻んだ方法は、「木版画でこれまで行なわれた中で最も見事なものである。」と書いた。イラストレーションが普及し、機械化が進むにつれて彼の名声も薄れたが、グウェンドリン・ラヴェラットなどの20世紀の芸術家は彼を賞賛し続け、ポール・ナッシュやエリック・ラヴィアスはビウィックを彷彿とさせると言われている。
ヒュー・ディクソンはビウィックと北東イングランドの風景を振り返って、次のように書いている。
ビウィックの挿絵本は最初に登場して以来賞賛されており、彼の生涯に何人かの有名人をもたらしました。彼の死後に発表された回想録は、爾来彼への関心と尊敬をもたらしました。 彼の観察が同時代人にもたらしたものは、その精確さと娯楽でした。2世紀が過ぎた今も、これらの資質は依然として認識されています。しかし、彼らが提供しなければならない歴史的な情報がもたらす富と稀少性もまたそうなのです。

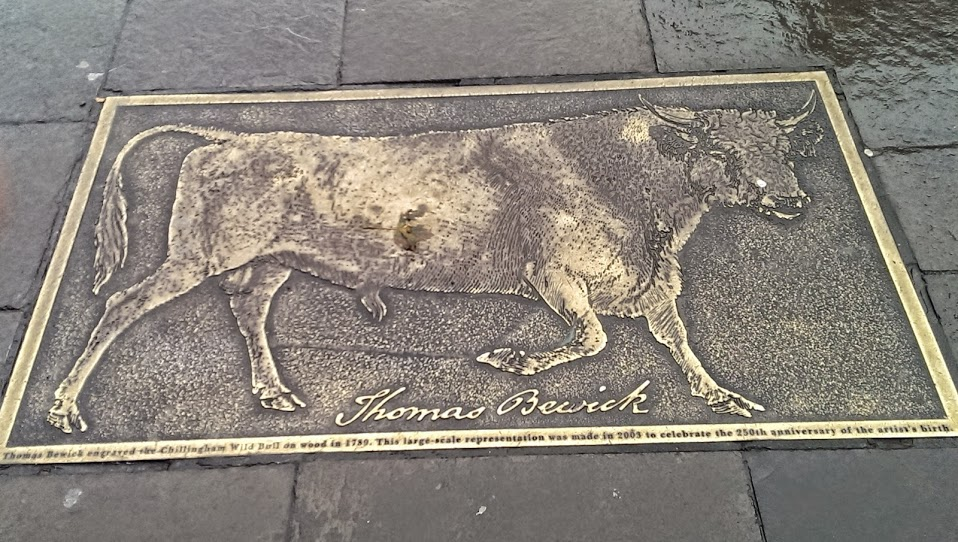
ビウィック生誕250年記念プレート
「ビウィックのチリンガム・ブル」
(ニューカッスル中央駅付近)

ニューカッスル・アポン・タインのウエスト・デントンにある小学校、"Thomas Bewick Primary School" は、彼にちなんで命名された。ビウィックの作品は大英博物館や、ヴィクトリア&アルバート博物館などのコレクションに収蔵されている。ニューカッスル市立図書館には1901年に寄贈されたジョン・ウィリアム・ピース・コレクションとその関連資料が収蔵されている。ビウィックはニューカッスルとゲーツヘッド周辺でも顕彰されている。通りは彼にちなんで命名され、プラークは彼のかつての住居と工房の場所を示している。